# Hurva kyrka
Hurva kyrka är en kyrkobyggnad i Hurva. Den tillhör Ringsjö församling i Lunds stift.

## Kyrkobyggnaden
Kyrkans äldsta delar uppskattas härstamma från 1200-talet. Enligt en granskning som utfördes 1672 hade kyrkan redan vid denna tid ett torn och ett vapenhus. Efteråt ersattes tornet troligen med en klockstapel i trä. Under 1400-talet försågs kyrkorummet med valv. 1856 byggdes ett nytt torn i kyrkans västra del efter ritningar av domkyrkoarkitekt Carl Georg Brunius. En entreprenadauktion för tornet hölls den 5 mars 1856 där kostnaden beräknats till 4000 kr.. 18 oktober 1857 blev den ombyggda kyrkan invigd av biskop Johan Henrik Thomander.

## Inventarier
Bland inventarier kan nämnas en dopfunt i sandsten, en predikstol från 1784 av bildhuggaren Johan Ullberg i Finja och tre klockor (två med okänt datum och en från 1750). Altartavlan är tillverkad på 1630-talet av en tysk mästare. Nattvardskärlet i silver är från slutet av 1600-talet.

### Orgel
- 1912 byggde Eskil Lundén, Göteborg en orgel med 6 stämmor.
- Den nuvarande orgeln byggdes 1975 av A. Mårtenssons Orgelfabrik AB, Lund och är en mekanisk orgel.

| Huvudverk I   | Svällverk II      | Pedal            | Koppel |
| Rörflöjt 8´   | Gedackt 8'        | Subbas 16´       | I/P    |
| Principal 4'  | Koppelflöjt 4'    | Gedacktpommer 8' | II/P   |
| Blockflöjt 2' | Principal 2'      |                  | II/I   |
| Mixtur 3 chor | Nasat 1 1/3'      |                  |        |
|               | Crescendosvällare |                  |        |

### Webbkällor
- Åsbo Släkt- och Folklivsforskare
- kyrkoguiden.se